# 宮西武史
宮西 武史（みやにし たけし、1942年〈昭和17年〉 - ）は、光学撮影担当の撮影技師。東京都出身。叔父は映画監督の青柳信雄。

## 経歴
カメラマンだった父親や映画監督の叔父の影響を受け、1961年（昭和36年）に高校卒業と同時に専門学校に通う。1962年（昭和37年）に東宝でアルバイトとして『妖星ゴラス』に参加。特殊撮影助手として富岡素敬に師事。合成素材のためのロケーション撮影を多く担当した。
元々は一般作品（本編）のカメラマンを志望していたが、アルバイト当時は空きがなく特撮班に入ることになり、カメラマンとしての勉強の一環と考えていた。アルバイトを続けるうちに専門学校へ行かなくなり中退し、同時期にアルバイトで入っていた川北紘一とともに東宝の入社試験を受けてともに正社員となった。1、2年後の人事異動で宮西は本編班を希望していたが、富岡や有川貞昌らから優秀なスタッフなので異動させないで欲しいとの要望が特技課長の末安昌美へ上がり、特撮班に留まることとなった。
その後、室内合成を担当。1968年（昭和43年）の『連合艦隊司令長官 山本五十六』より光学撮影を担当し、1973年（昭和48年）の『ゴジラ対メガロ』より光学撮影としてクレジットされる。
『スター・ウォーズ エピソード1/ファントム・メナス』（1999年）のころにCG技術が全盛になったことを受けて自身の役割は終わったと考え、その後はテーマパーク関連の業務に携わった。

## 主な作品

### 映画
| 公開日             | 公開日   | 作品名                                     | 制作（配給）                                 | 役職                       |
| ------------------ | -------- | ------------------------------------------ | -------------------------------------------- | -------------------------- |
| 1962年（昭和37年） | 3月21日  | 妖星ゴラス                                 | 東宝 （東宝）                                | 撮影助手                   |
| 1962年（昭和37年） | 8月11日  | キングコング対ゴジラ                       | 東宝 （東宝）                                | 撮影助手                   |
| 1963年（昭和38年） | 1月3日   | 太平洋の翼                                 | 東宝 （東宝）                                | 撮影助手                   |
| 1963年（昭和38年） | 5月29日  | 青島要塞爆撃命令                           | 東宝 （東宝）                                | 撮影助手                   |
| 1963年（昭和38年） | 12月22日 | 海底軍艦                                   | 東宝 （東宝）                                | 撮影助手                   |
| 1964年（昭和39年） | 4月29日  | モスラ対ゴジラ                             | 東宝 （東宝）                                | 撮影助手                   |
| 1964年（昭和39年） | 8月11日  | 宇宙大怪獣ドゴラ                           | 東宝 （東宝）                                | 撮影助手                   |
| 1964年（昭和39年） | 12月20日 | 三大怪獣 地球最大の決戦                    | 東宝 （東宝）                                | 撮影助手                   |
| 1965年（昭和40年） | 6月19日  | 太平洋奇跡の作戦 キスカ                    | 東宝 （東宝）                                | 撮影助手                   |
| 1965年（昭和40年） | 8月8日   | フランケンシュタイン対地底怪獣             | 東宝 （東宝）                                | 撮影助手                   |
| 1965年（昭和40年） | 12月19日 | 怪獣大戦争                                 | 東宝 ベネディクト･プロダクション （東宝）    | 撮影助手                   |
| 1966年（昭和41年） | 7月31日  | フランケンシュタインの怪獣 サンダ対ガイラ  | 東宝 （東宝）                                | 撮影助手                   |
| 1967年（昭和42年） | 7月22日  | キングコングの逆襲                         | 東宝 ランキン・バス・プロダクション （東宝） | 撮影助手                   |
| 1967年（昭和42年） | 12月16日 | 怪獣島の決戦 ゴジラの息子                  | 東宝 （東宝）                                | 撮影助手                   |
| 1968年（昭和43年） | 8月1日   | 怪獣総進撃                                 | 東宝 （東宝）                                | 撮影助手                   |
| 1968年（昭和43年） | 8月14日  | 連合艦隊司令長官 山本五十六                | 東宝 （東宝）                                | 光学撮影                   |
| 1969年（昭和44年） | 7月26日  | 緯度0大作戦                                | 東宝 ドン・シャーププロ （東宝）             | 光学撮影                   |
| 1969年（昭和44年） | 8月13日  | 日本海大海戦                               | 東宝 （東宝）                                | 光学撮影                   |
| 1970年（昭和45年） | 8月1日   | ゲゾラ・ガニメ・カメーバ 決戦!南海の大怪獣 | 東宝 （東宝）                                | 光学撮影                   |
| 1973年（昭和48年） | 3月17日  | ゴジラ対メガロ                             | 東宝 （東宝）                                | 光学撮影                   |
| 1973年（昭和48年） | 12月29日 | 日本沈没                                   | 東宝映画 東宝映像 （東宝）                   | 光学撮影                   |
| 1974年（昭和49年） | 3月21日  | ゴジラ対メカゴジラ                         | 東宝映像 （東宝）                            | 光学撮影                   |
| 1974年（昭和49年） | 8月3日   | ノストラダムスの大予言                     | 東宝映画 東宝映像 （東宝）                   | 光学撮影                   |
| 1974年（昭和49年） | 12月28日 | エスパイ                                   | 東宝映像 （東宝）                            | 光学撮影                   |
| 1975年（昭和50年） | 3月15日  | メカゴジラの逆襲                           | 東宝映像 （東宝）                            | 光学撮影                   |
| 1975年（昭和50年） | 7月12日  | 東京湾炎上                                 | 東宝映画 東宝映像 （東宝）                   | 光学撮影                   |
| 1976年（昭和51年） | 6月19日  | 続・人間革命                               | 東宝映像 シナノ企画 （東宝）                 | 光学撮影                   |
| 1976年（昭和51年） | 10月2日  | 大空のサムライ                             | 東宝映画 （東宝）                            | 光学撮影                   |
| 1977年（昭和52年） | 7月30日  | HOUSE ハウス                               | 東宝映像 （東宝）                            | 光学撮影                   |
| 1977年（昭和52年） | 12月17日 | 惑星大戦争                                 | 東宝映画 （東宝）                            | 光学撮影                   |
| 1978年（昭和53年） | 8月12日  | 火の鳥                                     | 東宝 火の鳥プロダクション                    |                            |
| 1980年（昭和55年） | 4月26日  | 影武者                                     | 東宝映画 黒澤プロダクション （東宝）         | 合成                       |
| 1980年（昭和55年） | 8月2日   | 二百三高地                                 | 東映東京撮影所 （東映                        | 光学撮影                   |
| 1980年（昭和55年） | 8月30日  | 地震列島                                   | 東宝映画 （東宝）                            | 光学撮影                   |
| 1981年（昭和56年） | 8月8日   | 連合艦隊                                   | 東宝映画 （東宝）                            | 光学撮影                   |
| 1982年（昭和57年） | 8月7日   | 大日本帝国                                 | 東映東京撮影所 （東映）                      | 光学撮影                   |
| 1982年（昭和57年） | 9月11日  | 幻の湖                                     | 橋本プロダクション （東宝）                  | 光学撮影                   |
| 1983年（昭和58年） | 6月4日   | 日本海大海戦 海ゆかば                      | 東映東京撮影所 （東映）                      | 合成                       |
| 1984年（昭和59年） | 3月17日  | さよならジュピター                         | 東宝映画 イオ （東宝）                       | 視覚効果                   |
| 1984年（昭和59年） | 8月11日  | 零戦燃ゆ                                   | 東宝映画 （東宝）                            | 視覚効果                   |
| 1984年（昭和59年） | 12月15日 | ゴジラ                                     | 東宝映画 （東宝）                            | 視覚効果                   |
| 1985年（昭和60年） | 1月26日  | 愛・旅立ち                                 | フィルムリンクインターナショナル （東宝）    | 視覚効果                   |
| 1987年（昭和62年） | 1月17日  | 首都消失                                   | 徳間書店 関西テレビ 大映映画 （東宝）        | 視覚効果                   |
| 1987年（昭和62年） | 9月26日  | 竹取物語                                   | フジテレビ 東宝映画 （東宝）                 | 視覚効果                   |
| 1991年（平成3年）  | 12月14日 | 江戸城大乱                                 | フジテレビ 東映                              | 視覚効果                   |
| 1991年（平成3年）  | 12月14日 | ゴジラvsキングギドラ                       | 東宝映画 （東宝）                            | オプチカルスーパーバイザー |
| 1998年（平成10年） | 7月4日   | プルガサリ 伝説の大怪獣                    | シン・フィルム （レイジング・サンダー）      | 視覚効果                   |

### テレビ
| 期間           | 期間           | 番組名         | 制作（放送局）              | 役職     |
| -------------- | -------------- | -------------- | --------------------------- | -------- |
| 1972年4月7日   | 1973年3月30日  | ウルトラマンA  | TBS 円谷プロダクション      | 光学撮影 |
| 1973年1月17日  | 1973年12月29日 | ジャンボーグA  | 毎日放送 円谷プロダクション | 光学撮影 |
| 1978年10月1日  | 1979年4月1日   | 西遊記         | 日本テレビ 国際放映         | 光学撮影 |
| 1979年5月7日   | 1979年12月24日 | メガロマン     | フジテレビ 東宝             | 光学撮影 |
| 1979年11月11日 | 1980年5月4日   | 西遊記II       | 日本テレビ 国際放映         | 光学撮影 |
| 1980年4月2日   | 1981年3月25日  | ウルトラマン80 | TBS 円谷プロダクション      | 光学撮影 |
| 1980年5月11日  | 1980年10月5日  | 猿飛佐助       | 日本テレビ 国際放映         | 光学撮影 |

## 著書
- 西川タイジ、中野昭慶、桜井景一、宮西武史、小川利弘 、若狭新一、藤下忠男、杉村克之、市村昭弘、諏訪操旺、松尾和之、小形英正、髙澤公明、北條則明『トーク・アバウト・シネマ—「特撮・CG・VFX」から語る映像表現と仕事論』発行：シネボーイ/PAPER PAPER　発売：フィルムアート社、2017年4月1日。ISBN 4845916347。